# کوه لیسایا
کوه لیسایا (روسی: Лысая гора؛ IPA: [ˈlɨsəjə ɡɐˈra]) یک کوه در استان سامارای کشور روسیه است.